# Azul brillante FCP
El azul brillante FCF es un colorante se emplea en la industria alimentaria como aditivo capaz de teñir los alimentos de color azul, su código es el E 133. Se emplea en la tinción de helados y en repostería. Otros usos son en cosmética y en colutorios bucales. Su visibilidad y baja toxicidad le convierten en un colorante indicado en otras ocasiones en las que se requiera como trazador, tal y como la investigación de corrientes acuíferas y solutos en substratos. A veces se combina con tartrazina (E 102) para dar colorantes verdes.

## Características

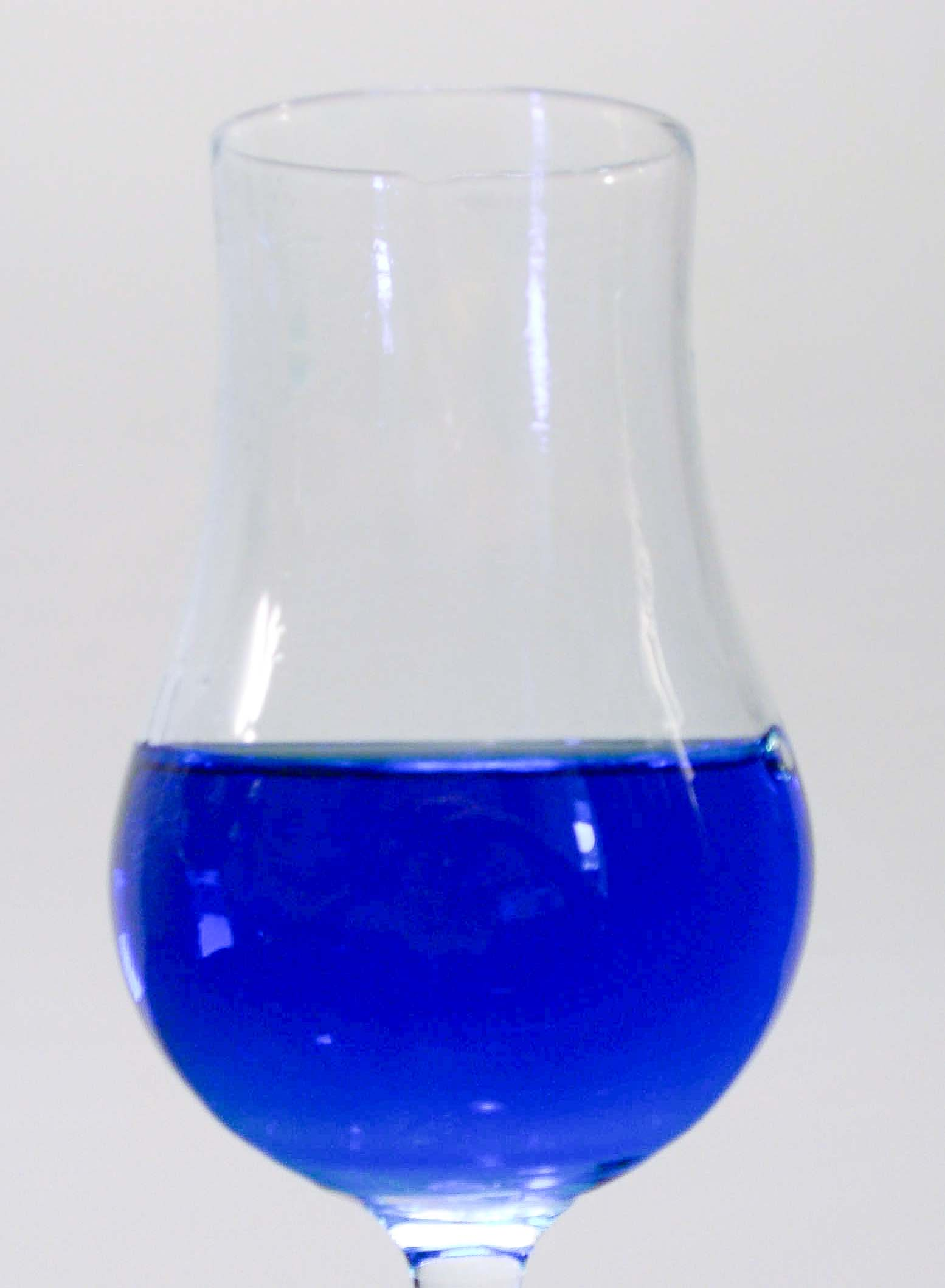
Colorante disuelto en agua

Se trata de una sal sódica que se elabora a partir de los sub-derivados del petróleo, principalmente de los hidrocarburos aromáticos. El azul brillante FCF consiste en la sal disódica mencionada y sus isómeros. Es muy soluble en agua (200 kg/m3) y se presenta en forma de polvo de color azul rojizo, a veces en forma de gránulos. Posee una buena coloración, es poco tóxico. Siendo aceptado por diversos organismos sanitarios públicos. En algunas ocasiones se combina con tartrazina (E 102) para dar colorantes verdes.

## Usos
Es muy útil para detectar antibióticos presentes en la leche. Como colorante es empleado como método de investigación de las rutas hídricas en substratos, siendo uno de los colorantes trazadores más empleados. Se emplea igualmente como trazador de corrientes de solutos, estudios de flujos, movimientos de masas en disoluciones acuosas, etc. El empleo más habitual es como colorante alimentario en diversas áreas de la industria. De esta forma se puede encontrar en diversas bebidas refrescantes de color azul y verde, caramelos, helados, chicles, etc. Se emplea igualmente en la tinción de productos cosméticos y de higiene personal.

## Salud
La ingesta máxima recomendable es de 6 mg/kg de peso corporal. Cumple con las directivas alimentarias europeas. No obstante se han investigado límites de consumo diarios con algunos animales, encontrándose límites máximos muy elevados. Este colorante no es absorbido por el tracto intestinal y puede encontrarse tiñendo las heces de color verde (Debido a la reacción que tiene con algunos ácidos biliares). Cuando entra en combustión emite gases muy tóxicos.